# Giuse Đỗ Mạnh Hùng
Giuse Đỗ Mạnh Hùng (sinh ngày 15 tháng 9 năm 1957) là một giám mục Công giáo người Việt, hiện là giám mục chính tòa Giáo phận Phan Thiết, và là Tổng thư ký Hội đồng Giám mục Việt Nam, nhiệm kỳ 2022–2025. Trước đó, ông từng đảm nhận các chức vụ như Giám mục phụ tá và Giám quản Tông Tòa Tổng Giáo Phận Thành phố Hồ Chí Minh, chủ tịch Ủy ban Mục vụ Di dân trực thuộc Hội đồng Giám Mục Việt Nam và Phó Chủ tịch Uỷ ban Giáo sĩ – Chủng sinh nhiệm kì 2016–2019, Chủ tịch Uỷ ban Giáo sĩ – Chủng sinh trực thuộc Hội đồng Giám mục Việt Nam nhiệm kỳ 2019–2022. Khẩu hiệu Giám Mục của ông là: Hiệp Nhất Trong Đức Tin.
Giám mục Hùng sinh tại Sài Gòn, trong một gia tộc có nhiều ơn gọi linh mục. Ông lần lượt tu học tại Tiểu chủng viện rồi Đại chủng viện Sài Gòn. Kết thúc việc học, năm 1982, ông đi nông trường Lô 6, sau đó làm công nhân. Tranh thủ thời gian này, chủng sinh Hùng đi học thêm các lớp anh văn và Pháp văn buổi tối tại Đại học Tổng hợp Thành phố Hồ Chí Minh.
Năm 1990, Phó tế Đỗ Mạnh Hùng được phong chức linh mục. Năm 1993, ông đi du học học tại Viện Đại học Công giáo Paris. Sau khi tốt nghiệp, về Việt Nam tiếp tục thi hành mục vụ. Năm 2001, được bầu làm Bề trên hiệp hội linh mục Prado, đồng thời là linh hướng và là giáo sư Thần học Linh đạo tại Đại chủng viện Thánh Giuse Sài Gòn cho đến năm 2011. Từ năm 2005, kiêm nhiệm thêm chức vụ Tổng thư ký của Ủy ban Giáo sĩ và Chủng sinh, trực thuộc Hội đồng Giám mục Việt Nam. Năm 2011, trở thành phó giám đốc Đại Chủng viện Thánh Giuse Sài Gòn. Đến tháng 6 năm 2014, Tổng giám mục Phaolô Bùi Văn Đọc bổ nhiệm làm Chưởng ấn Tòa Giám Mục đồng thời là Thư ký.
Ngày 25 tháng 6 năm 2016, Giáo hoàng Phanxicô bổ nhiệm linh mục Giuse Đỗ Mạnh Hùng làm giám mục phụ tá Tổng Giáo phận Thành phố Hồ Chí Minh. Thánh lễ tấn phong giám mục đã diễn ra vào ngày 4 tháng 8 năm 2016 tại Đại Chủng viện Thánh Giuse Sài Gòn.
Sau khi Tổng giám mục Bùi Văn Đọc qua đời, Bộ Truyền giáo chọn Giám mục Đỗ Mạnh Hùng làm Giám Quản Tông Tòa Tổng giáo phận Thành phố Hồ Chí Minh. Ngày 19 tháng 10 năm 2019, Tòa Thánh công bố bổ nhiệm Tân Tổng giám mục là Giám mục Giuse Nguyễn Năng và vai trò giám quản của Đức Cha Hùng kết thúc tại thời điểm Tổng giám mục Năng nhậm chức.
Ngày 3 tháng 12 năm 2019, Giáo hoàng bổ nhiệm Giám mục Đỗ Mạnh Hùng làm giám mục chính tòa Giáo phận Phan Thiết. Lễ nhậm chức của ông được cử hành vào ngày 12 tháng 12 cùng năm tại Nhà thờ chính tòa Phan Thiết.

## Thân thế và tu tập
Giuse Đỗ Mạnh Hùng sinh ngày 15 tháng 9 năm 1957 tại Tân Sơn Hoà, Gia Định, Sài Gòn (nay thuộc phường 1, quận Tân Bình, Thành phố Hồ Chí Minh). Trong gia đình, ông là người con duy nhất sinh tại miền Nam, trong khi các người con khác trong gia đình sinh trước khi gia đình di cư từ miền Bắc Việt Nam. Nguyên quán thuộc giáo xứ Trì Chính, nay thuộc xã Kim Chính, huyện Kim Sơn, tỉnh Ninh Bình, thuộc Giáo phận Phát Diệm. Ông sinh ra trong một gia đình Công giáo có nhiều ơn gọi. 

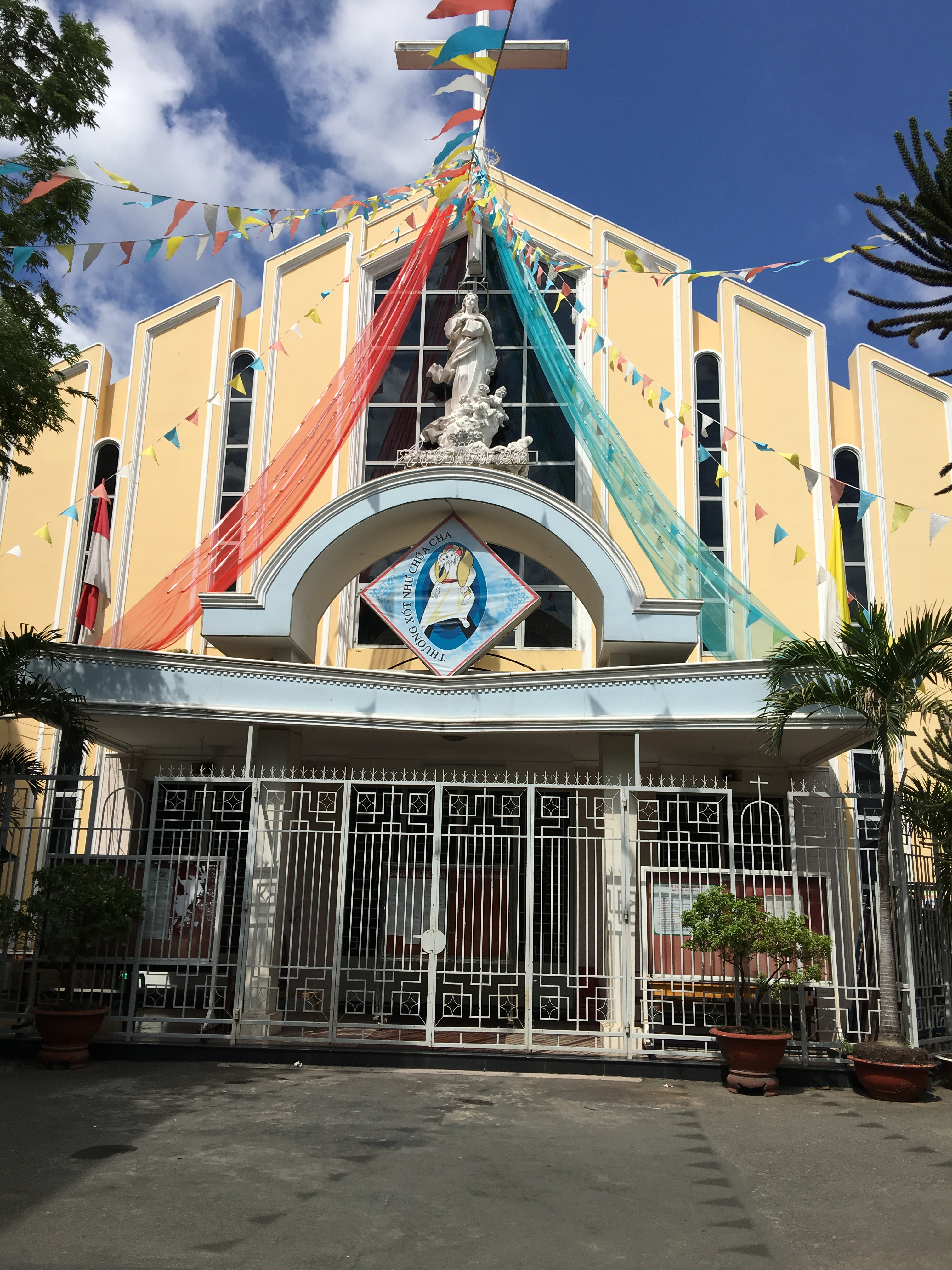
Nhà thờ Sao Mai, hạt Chí Hòa, nơi Giám mục Hùng và gia đình sống khi ông còn nhỏ

Cha mẹ ông có sáu người con gồm ba gái và ba trai. Khi ông bà đưa gia đình di cư vào nam, gia đình sống tại giáo xứ Sao Mai, hạt Chí Hòa, Sài Gòn. Hai người con trai theo con đường tu trì, anh trai của ông là linh mục Lôrensô Đỗ Hữu Chỉnh hiện đang là linh mục chánh xứ Giáo xứ Xây dựng – Giáo hạt Chí Hoà, thuộc Tổng Giáo phận Thành phố Hồ Chí Minh. Ông còn có một người bác họ làm linh mục (linh mục Nicola Vũ Gia Đệ); một người cháu ruột (linh mục Phaolo Vũ Đỗ Anh Khoa, con của người chị ba). Giám mục Hùng là người con út trong gia đình.
Năm 1968, Giuse Đỗ Mạnh Hùng theo học tại Tiểu Chủng viện Thánh Giuse, Giáo phận Sài Gòn. Trước đó, cậu từ biệt gia đình để tham gia kỳ thi vào Tiểu chủng viện với bộ quần áo cũ và hành trang đơn giản. Nhiều người nhận định rằng đó chỉ là ước mơ nhất thời của lứa tuổi thiếu niên. Cậu tham gia khóa học với 60 chủng sinh khác, tuy vậy trong số này chỉ có 4 người hoàn thành việc tu học, đi theo con đường tu trì. Chủng sinh Hùng được mọi người nhớ đến là một người chăm học, hòa đồng, nhanh nhẹn và hay pha trò.
Ông tiếp lên học tại Đại chủng viện Thánh Giuse Sài Gòn từ năm 1976 đến năm 1982. Trong thời kỳ Việt Nam vừa kết thúc chiến tranh và điều kiện khó khăn, chủng sinh Hùng cũng như các chủng sinh khác tham gia lao động kiếm sống bằng việc làm lốp xe đạp nhưng không thể cạnh tranh nên tổ lao động này giải thể vào khoảng năm 1978.
Năm 1982, ông đi lao động tại Nông Trường Lô 6, Củ Chi cho đến năm cuối năm 1983. Sau đó ông là Công nhân Hợp tác xã Mây Tre Lá Bạch Đằng, Quận 1 cho đến năm 1990. Công việc của các chủng sinh tại đây là phơi lá buông và khi lá khô thì vận chuyển vào và tiến hành xà thành các sợ để các nữ tu dòng Phaolô đan thành các vật dụng. Nhắc về thời kỳ này của mình, giám mục Hùng cho rằng Khi đó sợ nhất những lúc mưa bất chợt vì phải chạy vội ra thu lại, nếu không lá dính phải nước là ẩm mốc, hư hại. Chính vì lao động tại nơi này, các bạn cũ của giám mục Hùng gọi ông bằng tên thân mật là Giám mục lá buông. Giám mục Hùng cũng cho rằng những ngày tháng lao động tại đây cũng có giá trị cho đời tu trì vì giúp ông các kỹ năng như chịu khó, chịu áp lực công việc.
Song song với thời gian là công nhân Hợp tác Xã Mây Tre Lá, ông vừa lao động vừa theo học các lớp buổi tối tại Đại Học Tổng Hợp Thành phố Hồ Chí Minh, khoa Ngoại ngữ rồi tốt nghiệp Cử nhân Anh văn và Cử nhân Pháp văn tại đây.

## Linh mục
Ngày 30 tháng 8 năm 1990, Giuse Đỗ Mạnh Hùng được thụ phong linh mục tại Đại Chủng viện Thánh Giuse Sài Gòn. Trong một cuộc phỏng vấn, ông cho biết, việc ông cùng với linh mục Trần Chí Nguyện được nhận chức linh mục là "món quà" của Nhà nước Việt Nam dành cho Tổng giám mục Phaolô Nguyễn Văn Bình, dịp lễ thượng thọ Bát tuần của tổng giám mục Bình (Linh mục Trần Chí Nguyện tuy được thụ phong linh mục cùng ngày với giám mục Hùng nhưng trước đây lại là giáo sư Việt văn của giám mục Hùng khi ông theo học tại Tiểu Chủng viện).
Sau khi được thụ phong, linh mục Giuse Hùng được cử về nhà thờ Huyện Sỹ làm linh mục phụ tá cho giáo xứ Chợ Đũi. Cùng với công việc mục vụ tại đây, ông còn tham gia giảng dạy tiếng Anh tại Đại chủng viện Thánh Giuse Sài Gòn.
Năm 1993, linh mục Giuse Hùng được cử đi học tại Viện Đại học Công giáo Paris. Ông tốt nghiệp với học vị Thạc sĩ Thần học, chuyên ngành Đào Tạo linh mục vào năm 1998. Sau khi tốt nghiệp, ông về Việt Nam tiếp tục thi hành mục vụ. Năm 2001, ông được bầu làm Bề trên hiệp hội linh mục Prado. Ông đảm nhận công việc linh hướng và là giáo sư Thần học Linh đạo tại Đại Chủng viện Thánh Giuse Sài Gòn cho đến năm 2011. Từ năm 2005, ông còn đảm nhận chức vụ Tổng thư ký của Ủy ban Giáo sĩ và Chủng sinh, trực thuộc Hội đồng Giám mục Việt Nam. Năm 2011, ông được giao đảm nhiệm phó giám đốc Đại Chủng viện Thánh Giuse Sài Gòn. Ông cũng chia sẻ rằng ông thường quan tâm đồng hành với các chủng sinh năm thứ sáu.
Về việc đào tạo linh mục, tân giám mục Hùng cho rằng đây là một việc quan trọng và hết sức khó khắn và việc biển đổi ứng sinh thành đồng hình đồng dạng với Chúa Giêsu mà con người không làm được, ông cũng cho rằng việc đào tạo linh mục chính là do Chúa Thánh Thần.
Đến tháng 6 năm 2014, Tân Tổng Giám mục Phaolô Bùi Văn Đọc bổ nhiệm ông làm Chưởng ấn Tòa giám mục Tổng giáo phận Thành phố Hồ Chí Minh và là Thư ký tổng giám mục.

## Giám mục
Vào thứ bảy ngày 25 tháng 6 năm 2016, lúc 12 giờ Roma (tức 17 giờ Việt Nam), Phòng Báo chí Toà Thánh đã công bố thông tin về việc bổ nhiệm tân giám mục phụ tá cho Tổng giáo phận Thành phố Hồ Chí Minh của Giáo hoàng Phanxicô. Theo đó, giáo hoàng đã bổ nhiệm linh mục Giuse Đỗ Mạnh Hùng, hiện là Chưởng ấn và Thư ký của Tổng giám mục Tổng giáo phận Thành phố Hồ Chí Minh, làm giám mục phụ tá Tổng giáo phận Thành phố Hồ Chí Minh, Việt Nam, hiệu tòa Liberalia.
Tân giám mục Hùng cho biết khi nhận được thông tin việc bổ nhiệm này, thì ông vừa mừng, vừa lo. Ông cho biết rằng "tôi chợt nghĩ rằng, chắc chắn trong sứ vụ giám mục sắp tới sẽ có rất nhiều lo lắng, khó khăn, nhưng nếu tôi để “Chúa hoạt động nơi tôi” và nếu tôi biết “đón nhận lời cầu nguyện và sự giúp đỡ” của toàn thể công đoàn dân Chúa, tôi sẽ mãi giữ được niềm vui và bình an." Ông cũng cho biết "là giám mục phụ tá tôi chia sẻ những ưu tư mục vụ của Đức Tổng Phaolô. Một ưu tư lớn của ngài là về truyền giáo." Ông cho rằng vấn đề nóng mà giáo phận phải đối diện là những vấn đề: chăm sóc người nghèo, khuyết tật, bất hạnh, những bệnh nhân HIV, những thách đố về đời sống hôn nhân gia đình hiện đại.
Ông quan tâm đến vệc đào tạo nhân sự (linh mục, tu sĩ, giáo dân, các đoàn thể tông đồ) và cho rằng những kinh nghiệm lâu năm của mình trong môi trường đào tạo tại Chủng viện sẽ giúp ông trong nhiệm vụ mới, giúp “giáo dục đức tin” cho giáo dân trong giáo phận. Ông suy nghĩ về những khó khăn là sự khác biệt giữa môi trường Chủng viện và môi trường mục vụ tại các giáo xứ: "Trong nhiều năm, tôi quen sống trong một môi trường “nghiêm túc” tại Chủng viện với một thời biểu sinh hoạt rõ ràng, và “đối tượng” là những chủng sinh tương đối ổn định và có một trình độ tương đối đồng nhất; điều này khác hẳn với môi trường và sinh hoạt tại một giáo xứ, giữa một thành phố lớn vô cùng đa dạng, với rất nhiều thành phần (già trẻ, nam nữ, giàu nghèo, giỏi dốt, hiền dữ…), nhiều trình độ, nhiều cách suy nghĩ... Cách tiếp xúc và làm việc của một giáo sư chủng viện với các chủng sinh rất khác với cách tiếp xúc của cha sở với giáo dân thuộc mọi tầng lớp. Trong cương vị là một Giám mục, sự tiếp xúc và công việc mục vụ còn đa dạng hơn nhiều: đối nội và cả đối ngoại nữa."

### Huy hiệu và khẩu hiệu
Giám mục Đỗ Mạnh Hùng chọn khẩu hiệu là: "Hợp nhất trong Đức tin" được trích từ thư của Thánh Phaolô Tông đồ gửi tín hữu Êphêsô. Qua khẩu hiệu của mình, ông muốn thể hiện sự cộng tác với mọi người, cùng sống và làm việc với mọi thành phần giáo dân nhằm xây dựng giáo hội, giáo phận. Ông đã nêu hai quyết tâm của mình là: "Tôn trọng mỗi người có một sứ vụ, một ơn gọi riêng, một cá tính riêng." Việc thứ hai là "xác tín rằng nếu đức tin của tôi và anh chị em tôi và Chúa Kitô càng mạnh, và sự học biết Chúa Kitô càng sâu sắc, thì sự hiệp nhất trong giáo phận này càng đậm đà keo sơn để rồi giáo phận càng lúc càng phát triển"  Khẩu hiệu và huy hiệu giám mục ban đầu được công bố là: "Hiệp nhất trong Đức Tin", nhưng sau đó được đổi lại thành "Hợp nhất trong Đức Tin".
Ý nghĩ huy hiệu giám mục: Hình ảnh ngôi nhà là để tượng trưng Giáo hội Công giáo. Với thánh giá: tượng trưng Chúa Kitô hợp thành biểu tượng ngôi nhà và thánh giá biểu lộ hình ảnh “Chúa Kitô toàn thể” (le Christ total) gồm Đầu và Nhiệm thể. Trên nền nhà có hình ảnh chim bồ câu, tượng trưng Chúa Thánh Thần giúp các giáo dân hiệp nhất, liên kết với nhau để xây dựng nên Giáo hội. Ông cho biết rằng, ý nghĩa của các biểu tượng trên huy hiệu và ý tưởng của khẩu hiệu và huy hiệu Giám mục đã hình thành và tích lũy từ những kinh nghiệm của ông trong suốt 16 năm trong nhiệm vụ đào tạo linh mục tại Đại Chủng viện Sài Gòn.

### Tấn phong
Tối ngày 3 tháng 8 năm 2016 tại nhà nguyện cổ đã diễn ra nghi thức tuyên xưng đức tin và tuyên thệ trung thành với Giáo hội Công giáo của tân giám mục, các nhân chứng là Tổng giám mục Phaolô Bùi Văn Đọc của Tổng giáo phận Thành phố Hồ Chí Minh, Tổng giám mục Leopoldo Girelli - đại diện không thường trú của Tòa Thánh tại Việt Nam và linh mục Inhaxiô Hồ Văn Xuân – Tổng đại diện Tổng giáo phận Thành phố Hồ Chí Minh.
Lễ tấn phong của ông đã diễn ra vào ngày 4 tháng 8 năm 2016 tại Đại chủng viện Thánh Giuse Sài Gòn. Đây cũng là ngày lễ Kính Thánh Gioan Maria Vianney, bổn mạng của các linh mục chính xứ. Thánh lễ tấn phong Giám mục của ông do Tổng Giám mục Tổng giáo phận Thành phố Hồ Chí Minh Phaolô Bùi Văn Đọc, Chủ tịch Hội đồng Giám mục Việt Nam chủ phong với hai Giám mục phụ phong là Antôn Vũ Huy Chương, Giám mục Giáo phận Đà Lạt và Giuse Vũ Duy Thống, Giám mục Giáo phận Phan Thiết. Ngoài ra, còn có sự hiện diện của 31 vị là Hồng y, Tổng giám mục, Giám mục, gần 400 linh mục và khoảng 4000 giáo dân tham dự. Trong lễ này còn có sự tham dự của giám mục Colomb - Giám mục Giáo phận La Rochelle, Đại diện Hội thừa sai Paris, Đại diện Viện Đại học Công giáo Paris, hai ông bà Tổng lãnh sự Ý, lãnh sự danh dự Bỉ và đại diện Lãnh sự quán Hoa Kỳ.
Vài ngày sau lễ tấn phong, ông đã đi dâng các lễ tạ ơn tại Nhà thờ chính tòa Đức Bà Sài Gòn, nhà thờ Xây dựng và nhà thờ giáo xứ Sao Mai.

### Giám quản Tông Tòa
Tuy nhiên, ông được Bộ Rao giảng Phúc Âm cho Các Dân tộc bổ nhiệm vai trò Giám quản Tông Tòa Tổng giáo phận Thành phố Hồ Chí Minh từ ngày 8 tháng 3 năm 2018. Với chức vụ này, Giám quản Đỗ Mạnh Hùng được có tất cả các quyền và nghĩa vụ tương đương một bản quyền giáo phận, tức giám mục chính tòa Giáo phận. Do đó, có thể gọi ông với danh xưng "Giám mục Giám quản Tông Tòa".
Ngày 22 tháng 8 năm 2018, Tòa Tổng giám mục ký kết với Giáo xứ Chợ Đũi, qua đó, hai bên thống nhất dành một tòa nhà vừa xây dựng tại giáo xứ Chợ Đũi để đào tạo tối đa 24 chủng sinh dự bị của Tổng giáo phận Sài Gòn trong thời gian một năm trước khi vào Đại chủng viện. Giáo xứ Chợ Đũi sẽ hỗ trợ toàn bộ các chi phí. Trong cùng ngày, Tòa Tổng giám mục cũng ký kết với Giáo xứ Tân Định, hai bên thống nhất dành một tòa nhà trong nhà mục vụ giáo xứ để đào tạo các chủng sinh trong năm phục vụ trong thời gian một năm, ba ngày một tuần.
Đầu năm 2019, Giám mục Đỗ Mạnh Hùng cùng linh mục Tổng Đại diện Hồ Văn Xuân và linh mục Giám đốc Nhà hưu dưỡng linh mục Chí Hòa Lê Minh Trung có đi tham quan các nhà hưu hiện đại tại Thái Lan, Hàn Quốc và Nhật Bản nhằm tham khảo cách tổ chức, kinh nghiệm tổ chức nhà hưu linh mục. Cho đến đầu năm 2020, hồ sơ xin phép xây dựng lại Nhà hưu dưỡng linh mục Chí Hòa vừa khởi sự.
Ngày 22 tháng 7 năm 2019, với tư cách giám quản Tông Tòa, giám mục Đỗ Mạnh Hùng đồng ký tên với giám mục phụ tá Louis Nguyễn Anh Tuấn thư gửi các giáo dân thuộc Tổng giáo phận Sài Gòn - Thành phố Hồ Chí Minh về một số hiện tượng được nhận định là "nguy hại" cho đức tin Công giáo. Các trường hợp cụ thể gồm sự kiện “Lòng Mẹ thương xót” do ông Tôma Maria Nguyễn Thanh Việt tổ chức, được Tòa Tổng giám mục đánh giá là phổ biến các tư tưởng lệch lạc so với đức tin Công giáo. Ngoài ra còn có sự kiện Giáo điểm Tin Mừng, được nhận định có những lạm dụng trong cử hành tôn sùng Lòng Chúa Thương Xót, đặt tay cầu nguyện, chứng từ chữa lành bệnh nhân.
Các giám mục Việt Nam từ 27 giáo phận họp Đại hội XIV Hội đồng Giám mục Việt Nam tại trung tâm Mục vụ Giáo phận Hải Phòng vào cuối tháng 9 và đầu tháng 10 năm 2019. Trong khuôn khổ đại hội, các giám mục đã sắp xếp và bầu chọn nhân sự trong hội đồng. Kết quả, các giám mục chọn Giám mục Đỗ Mạnh Hùng làm Chủ tịch Uỷ ban Giáo sĩ - Chủng sinh trực thuộc Hội đồng Giám mục trong nhiệm kỳ 2019 – 2022.
Vai trò giám quản Tông Tòa của Giám mục Đỗ Mạnh Hùng chỉ chấm dứt khi Tân Tổng giám mục Giuse Nguyễn Năng chính thức nhậm chức vào ngày 11 tháng 12 năm 2019. Theo thông báo ngày 3 tháng 12, Giám mục Đỗ Mạnh Hùng sẽ cử hành lễ tạ ơn và chia tay cộng đoàn Công giáo Tổng giáo phận Thành phố Hồ Chí Minh vào sáng ngày 7 tháng 12 năm 2019.
Sáng ngày 6 tháng 12 năm 2019, buổi chia tay giám mục Đỗ Mạnh Hùng được tổ chức tại khuôn viên Tòa giám mục Sài Gòn. Tại buổi chia tay, giám mục Hùng cho biết ông rất xúc động khi phải rời Tổng giáo phận sau hơn 50 năm gắn bó. Ông cũng hy vọng cộng đoàn giáo hữu cầu nguyện, đóng góp cho công cuộc truyền giáo Tổng giáo phận Thành phố Hồ Chí Minh.
Sáng ngày 7 tháng 12, trong lễ từ biệt và chia tay cộng đoàn Tổng giáo phận. Trong phần chia sẻ với cộng đoàn giáo dân, Nói về lý do nhiều người thắc mắc về lý do tin bổ nhiệm công bố ngày 3 tháng 12 thì ngày 12 tháng 12 đã nhậm chức là quá nhanh, giám mục Đỗ Mạnh Hùng cho rằng lý do là vì các chương trình bế mạc Năm Thánh và kỷ niệm 60 năm thánh hiến tượng Đức Mẹ Tà Pao. Thông tin báo trước và từ khi tin bổ nhiệm được công khai, Giám quản Tông Tòa Giáo phận Phan Thiết Tôma Nguyễn Văn Trâm và các linh mục tư vấn lo ngại vấn đề chuẩn bị kịp khi thời gian quá gấp rút. Nói về vấn đề bàn giao giáo phận, Giám mục Hùng cho biết trong thời gian trước lễ nhậm chức Tân tổng giám mục Giuse Nguyễn Năng ông sẽ chia sẻ về tình hình Tổng giáo phận cho tân Tổng giám mục. Ông cho biết, trong thời kỳ đảm nhận vai trò Giám quản Tông Tòa, ông cố gắng duy trì mọi sinh hoạt trong Tổng giáo phận và tiếp tục hai chương trình từ thời Tổng giám mục Phaolô Bùi Văn Đọc như đào tạo giáo sĩ và tu sĩ, trùng tu Nhà thờ Đức Bà Sài Gòn và xây dựng các giáo điểm Công giáo.

## Giám mục Giáo phận Phan Thiết
Ngày 3 tháng 12 năm 2019, Tòa Thánh bổ nhiệm giám mục Giuse Đỗ Mạnh Hùng, đang giữ chức Giám quản Tông Tòa của Tổng giáo phận Thành phố Hồ Chí Minh làm Giám mục chính tòa Giáo phận Phan Thiết. Giám mục Hùng kế vị giám mục Giuse Vũ Duy Thống đột ngột qua đời tháng 3 năm 2017. Giám quản Tông Tòa giáo phận Phan Thiết cũng có văn thư loan báo thông tin trên và đăng tải trên trang web Giáo phận Phan Thiết. Giám mục Giám quản Phan Thiết Tôma Nguyễn Văn Trâm cho biết tin tức bổ nhiệm đã được gửi đến ông từ trước ngày công bố ít nhất là một tháng rưỡi, nhưng bị buộc phải giữ kín. Riêng giám mục Hùng cho biết Tổng giám mục Tổng giáo phận Thành phố Hồ Chí Minh Giuse Nguyễn Năng và ông nhận được thư từ Sứ thần Tòa Thánh Marek Zalewski vào chiều ngày 2 tháng 12 nhằm loan báo tin trên và buộc phải giữ kín tin bổ nhiệm đến 18 giờ ngày 3 tháng 12, là giờ Tòa Thánh loan tin bổ nhiệm.
Sau khi tin bổ nhiệm được công bố, Giám mục Đỗ Mạnh Hùng chủ sự buổi kinh chiều tại Nhà nguyện cổ Tòa Tổng giám mục vào lúc 18 giờ 15 phút. Với những phát biểu đầu tiên sau khi tin tức bổ nhiệm được công bố, Giám mục Đỗ Mạnh Hùng cho biết ông đã được chuyển về Tòa Tổng giám mục năm 2014 và đã cảm nhận được thao thức của các vị Tổng giám mục Tổng giáo phận Thành phố Hồ Chí Minh là các vị: Tổng giám mục Phaolô Nguyễn Văn Bình, Hồng y Gioan Baotixita Phạm Minh Mẫn và tổng giám mục Phaolô Bùi Văn Đọc trong vấn đề truyền giáo tại Thành phố Hồ Chí Minh. Ông cho biết, cùng với các thành phần giáo hữu thuộc Tổng giáo phận, ông đã thực hiện việc truyền giáo đặc biệt cho các đối tượng là người nghèo khổ và những di dân. Ông cảm ơn các giáo sĩ, tu sĩ thân cận đã hỗ trợ và cộng tác với ông. Đỗ Mạnh Hùng cho biết ông tập trung chính vào hai chương trình là trùng tu nhà thờ Đức Bà Sài Gòn và thành lập các giáo điểm Công giáo. Ông hứa sẽ luôn cầu nguyện cho Tổng giáo phận và xin mọi người cầu nguyện cho ông trong vai trò mới.
Sáng ngày 4 tháng 12, một phái đoàn gồm 10 linh mục do linh mục Tổng đại diện Giuse Hồ Sĩ Hữu dẫn đầu đến Tòa Tổng giám mục Thành phố Hồ Chí Minh chào thăm tân giám mục Giáo phận. Phái đoàn thảo luận về tin bổ nhiệm và việc sắp đặt ngày nhậm chức của tân giám mục. Giám mục Đỗ Mạnh Hùng cũng đưa phái đoàn đến thăm nhà nguyện cổ tại Tòa Tổng giám mục Sài Gòn - Thành phố Hồ Chí Minh. Sáng ngày 7 tháng 12, trong lễ từ biệt và chia tay cộng đoàn Tổng giáo phận. Trong phần chia sẻ với cộng đoàn giáo dân, Giám mục Hùng cho rằng Tòa Thánh bổ nhiệm ông làm Giám mục Giáo phận Phan Thiết là phù hợp với khả năng và kinh nghiệm non trẻ của mình. Giám mục Hùng cũng cho rằng, trong thời gian làm Giám quản Tông Tòa Tổng giáo phận Thành phố Hồ Chí Minh, ông cho rằng nhu cầu của Tổng giáo phận vượt quá khả năng của mình. Ông cho rằng Tân Tổng giám mục Giuse Nguyễn Năng nhiều tuổi đời, có kinh nghiệm 10 năm giám mục và vị thế Phó Chủ tịch Hội đồng Giám mục Việt Nam sẽ mang nhiều lợi ích cho Giáo phận và Giáo hội.
Vào lúc 17 giờ 20 phút chiều ngày 11 tháng 12, vị tân giám mục Giáo phận đã về đến Tòa giám mục Phan Thiết với sự đón tiếp của Tổng giám mục Marek Zalewski – Đại diện Tòa Thánh không thường trú tại Việt Nam, giám quản Tôma, các linh mục, tu sĩ, chủng sinh và giáo dân. 18 giờ 30 phút cùng ngày, giám mục Hùng thực hiện nghi thức thề hứa trung thành tại Nhà nguyện Tòa giám mục Phan Thiết. Song song với việc tuyên xưng đức tin, ông cũng tuyên thệ sẽ chu toàn nhiệm vụ được giao trong cương vị mới. Nghi thức kết thúc vào lúc 19 giờ 45 phút.
Vào lúc 9 giờ sáng ngày 12 tháng 12 năm 2019, Thánh lễ nhận ngai tòa giám mục chính tòa Phan Thiết được tổ chức tại Nhà thờ chính tòa Phan Thiết. Trong nghi thức, Tổng giám mục Marek Zalewski là vị chủ sự và linh mục thư ký văn phòng Tòa Giám mục cùng ký tên vào biên bản nhận Tông sắc bổ nhiệm và trao cho giám mục Giuse. Sau đó, vị chủ sự trao cho tân giám mục Phan Thiết gậy mục tử và đưa ông tới ngồi tại ngai tòa. Giám mục Hùng đáp lại bằng một câu nói để diễn tả đức tin.
Trong cuộc phỏng vấn với báo Công giáo và Dân tộc, nói về giáo phận Phan Thiết ngay sau khi nhận tòa, Giám mục Đỗ Mạnh Hùng bày tỏ nỗi khó khăn của chính bản thân khi chưa biết nhiều về giáo phận Phan Thiết và tỉnh Bình Thuận. Tuy nhiên, ông khẳng định sẽ dấn thân phục vụ mọi người nơi đây. Giám mục Hùng cũng cho rằng việc khó khăn với ông là hội nhập môi trường mới, khi ông đã sống và làm việc 62 năm tại Thành phố Hồ Chí Minh. Trả lời phỏng vấn Vatican News, giám mục Hùng thừa nhận mình chưa hiểu biết gì nhiều về giáo phận Phan Thiết cũng như tỉnh Bình Thuận. Ông cho biết ông dự định cùng với giáo dân, linh mục và tu sĩ các chương trình mục vụ cụ thể để xây dựng giáo phận.
Giám mục Đỗ Mạnh Hùng và Giám mục Louis Nguyễn Anh Tuấn, giám mục giáo phận Hà Tĩnh, đại diện cho Giáo hội tại Việt Nam tham dự Thượng Hội đồng Giám mục lần thứ 16 về Tính Hiệp hành (Đồng nghị) vào tháng 10 năm 2023.

## Nhận định
Linh mục Gioan Baotixita Vũ Mạnh Hùng, chánh xứ Hà Đông, hạt trưởng hạt Xóm Mới là một trong số những người bạn thân của giám mục Đỗ Mạnh Hùng trong các sinh hoạt thời chủng viện nhận định về thời kỳ tu học của giám mục Hùng:
| “ | Ngài rất ham học, những khi thảnh thơi lúc nào cũng thấy vùi đầu vào cuốn từ điển, xong lại quay ngay qua môn khác. Có lẽ đó là cách Đức cha bù lại cho khởi điểm là sức học của mình vốn không quá nổi trội. Nên kiến thức ngài gặt hái được chính từ sự tìm tòi, khổ luyện, và điều đó sẽ giúp Đức cha rất nhiều trong việc cập nhật đời sống giáo dân. | ” |

Viết trong bài viết Chuyện chưa kể về Đức cha Phụ tá TGP. TPHCM, Võ Qưới ghi lại các nhận định từ phía gia đình, chủng sinh và các linh mục học trò của giám mục Đỗ Mạnh Hùng:
| “ | Trong mắt các chủng sinh, ngài là người cha hiền lành, nhiệt tâm, không bao giờ lớn tiếng. Vậy nên ngài được xem vừa là thầy, vừa là người anh, người bạn đồng hành. Nhiều cha từng là học trò Đức cha Hùng nhận xét, trong công việc Đức cha có hai điểm đáng quý: là mẫu người làm việc tận tâm, hết mình trong mọi chuyện lớn nhỏ; rất chuyên sâu trong đào tạo linh mục, đào tạo ra nhân sự cho việc truyền giáo. Còn về phía gia đình, trong dòng hồi tưởng, bà Đỗ Thị Hường - chị ba của Đức cha Giuse - luôn nhớ đến hình ảnh người em út từ nhỏ đã đạo đức, lễ phép, không bao giờ kêu ca chuyện ăn mặc; dù có chút nhõng nhẽo nhưng là người con, người em ngoan nhất nhà nên được lòng tất cả mọi người. Những tháng hè nghỉ học Chủng viện trở về, dù luôn tay phụ việc gia đình nhưng ngài vẫn dành nhiều thời gian trong ngày để bồi dưỡng thêm đời sống tu đức. Với các cháu thì Đức cha là người cậu, người chú tuyệt vời. Nhất là vào dịp Tết, ngài dành một buổi quy tụ tất cả lại thăm hỏi, chuyện trò, căn dặn như một người bạn để các cháu biết sống tốt hơn. | ” |

Trong bài viết Vị Giám mục của sự hiệp thông, báo Công giáo và Dân tộc viết:
| “ | Đức cha Giuse là một người luôn đề cao sự hiệp thông, đặc biệt là đối với các linh mục. Ngài từng cho biết chọn lựa mục vụ của mình trong sứ vụ giám mục là sống và làm việc với mọi thành phần Dân Chúa để xây dựng Giáo Hội và giáo phận. | ” |

Trong kỳ Đại hội Hội đồng Giám mục Việt Nam XV từ ngày 3 đến ngày 7 tháng 10 năm 2022 tại Hà Nội, các giám mục Việt Nam bầu chọn Giám mục Đỗ Mạnh Hùng làm Tổng thư ký Hội đồng Giám mục Việt Nam nhiệm kỳ 2022–2025.

## Tông truyền
Giám mục Giuse Đỗ Mạnh Hùng được tấn phong giám mục năm 2016, thời  Giáo hoàng Phanxicô, bởi:
- Giám mục chủ phong: Tổng giám mục Tổng giáo phận Thành phố Hồ Chí Minh Phaolô Bùi Văn Đọc.
- Hai giám mục phụ phong: Giám mục Antôn Vũ Huy Chương, giám mục chính tòa Giáo phận Đà Lạt và Giám mục Giuse Vũ Duy Thống, giám mục chính tòa Giáo phận Phan Thiết.

Dưới đây là sơ đồ tính Tông truyền từ giám mục Việt Nam đầu tiên được giám mục ngoại quốc chủ phong cho đến đời Giám mục Đỗ Mạnh Hùng.